# Eugénie Smet
Eugenia (Eugénie) Smet, in religione Maria della Provvidenza (Lilla, 25 marzo 1825 – Parigi, 7 febbraio 1871), è stata una religiosa francese, fondatrice della congregazione delle suore Ausiliatrici delle Anime del Purgatorio. Nel 1957 è stata proclamata beata da papa Pio XII.

## Biografia
Eugenia Maria Giuseppina Smet nacque nel 1825 a Lille da una famiglia borghese cattolica di origine fiamminga.

Terza di sei figli, studiò presso le suore del Sacro Cuore di Lille.
Nel 1853 promosse un'associazione per la preghiera per le anime del purgatorio e su questa esperienza fondò il 19 gennaio 1856 a Parigi l'Istituto delle Ausiliatrici delle Anime del Purgatorio adottando il nome di suor Maria della Provvidenza.
Nel 1859 adottò per l'istituto la regola della Compagnia di Gesù. La crescita fu lenta, ma inesorabile: nel 1865 fu fondata la casa di Nantes, nel 1867 la casa missionaria a Shanghai, nel 1869 a Bruxelles e sono presenti in Italia dal 1880. All'alba del nuovo millennio le suore ausiliatrici sono circa 1.500, sparse in circa sessanta case in ventidue nazioni.
Fu beatificata a Roma da papa Pio XII il 26 maggio 1957.